# Symmimetis
Symmimetis is een geslacht van vlinders van de familie spanners (Geometridae), uit de onderfamilie Larentiinae.

## Soorten
- S. confusa Warren, 1906
- S. cristata Warren, 1897
- S. merceri Robinson, 1975
- S. muscosa Turner, 1907
- S. thorectes Prout, 1934